# NFL 2020
Die NFL-Saison 2020 war die 101. Saison im American Football in der National Football League (NFL). Die Saison begann am 10. September 2020 mit der Regular Season und endete am 7. Februar 2021 mit dem Super Bowl LV im Raymond James Stadium in Tampa, Florida.
Die Oakland Raiders zogen vor Saisonbeginn nach Paradise, Nevada, bei Las Vegas und wurden zu den Las Vegas Raiders. Damit sind sie das erste NFL-Team, das im US-Bundesstaat Nevada ansässig ist. In Las Vegas spielen die Raiders im Allegiant Stadium.
Vor Saisonbeginn haben die Washington Redskins ihren Beinamen Redskins abgelegt, der als beleidigend gegenüber den Native Americans gesehen wird. Übergangsweise (geplant für etwa die Saison 2020/21) wurde die Bezeichnung Washington Football Team geführt, bis ein neuer Name gefunden wird.
Die COVID-19-Pandemie in den Vereinigten Staaten nahm Einfluss auf die Saison. So wurden alle Preseason-Spiele sowie der Pro Bowl abgesagt und die NFL International Series ausgesetzt, zudem mussten mehrere Spiele wegen COVID-19-Fällen innerhalb der Mannschaften verschoben werden. Darüber hinaus fanden die Spiele vor reduzierter Zuschaueranzahl oder vollständig ohne Zuschauer statt. Einige Spieler entschlossen sich, die Saison wegen der COVID-19-Pandemie auszusetzen.

## Neues Collective Bargaining Agreement
Im März 2020 einigten sich die Liga und die Spielergewerkschaft auf ein neues Collective Bargaining Agreement (CBA), das bis zur Saison 2030 gelten soll. Dadurch ergeben sich einige Änderungen am Spielbetrieb der Liga:
- Die Regular Season wird von 16 auf 17 Spiele pro Team (frühestens 2021) erweitert. Damit geht eine Verkürzung der Preseason auf drei Spiele ab der Spielzeit 2021 einher.
- Die Play-offs werden ab der Saison 2020 von 12 auf 14 Teams aufgestockt. Zukünftig wird es ein drittes Wild-Card-Team pro Conference geben, das gegen den zweitbesten Divisionssieger, für den somit zukünftig die spielfreie Woche entfällt, antritt.
- Die Spieler sollen ab 2021 48 Prozent der Gesamteinnahmen der Liga erhalten, mit Inkrafttreten einer 17-Spiele-Saison soll dieser Anteil auf 48,8 % steigen. Bislang lag der Anteil der Spieler bei 47 %.
- Die Regelungen zu den Tests auf Marihuanakonsum wurden gelockert. Statt einer viermonatigen Periode soll zukünftig in einem Fenster von zwei Wochen eine reduzierte Anzahl von Spielern getestet werden. Zudem wurde der zulässige Grenzwert erhöht und die Strafen fallen milder aus.
- Die Kader werden von 53 auf 55 Spieler erweitert, zudem sollen die Practice Squads vergrößert werden.[4]

## Regeländerungen
Bei der Besitzerversammlung Ende Mai 2020 wurden folgende Regeländerungen beschlossen:
- Das automatische Review nach der Two-Minute Warning oder in der Overtime wurde um Try attempts erweitert, unabhängig davon ob sie erfolgreich sind. Zudem können alle Scoring-Plays und Turnovers, die durch eine Strafe aberkannt wurden, überprüft werden.
- Kick- oder Punt-Returner, die den Ball fangen, allerdings keine Zeit haben, dem Kontakt eines Gegners auszuweichen oder abzuwehren gelten als „wehrlose Spieler“, d. h. sie dürfen nicht getackelt werden.
- Begeht die Offense im vierten Quarter oder der Overtime ein „Dead-Ball Foul“ stoppt die Spieluhr. Damit soll eine gezielte Spielverzögerung, wie sie in der vorherigen Saison von den New England Patriots und Tennessee Titans genutzt wurde, unterbunden werden.[6]
- Die maximale Anzahl der Spieler, die von der Injured Reserve List in den aktiven Kader zurückkehren können, wird von zwei auf drei erhöht, allerdings müssen die Spieler mindestens acht Spiele auf dieser Liste stehen.

## Personelles

### Free Agency
Die Free Agency hatte am 18. März 2020 begonnen. Namhafte Spieler, die das Team gewechselt hatten, waren unter anderem:
- Quarterbacks Tom Brady (von New England zu Tampa Bay), Teddy Bridgewater (von New Orleans zu Carolina), Andy Dalton (von Cincinnati zu Dallas), Philip Rivers (von den Los Angeles Chargers zu Indianapolis), Jameis Winston (von Tampa Bay zu New Orleans) und Cam Newton (von Carolina zu New England).
- Runningbacks Melvin Gordon (von den Los Angeles Chargers zu Denver), Frank Gore (von Buffalo zu den New York Jets), Todd Gurley (von den Los Angeles Rams zu Atlanta) und Dion Lewis (von Tennessee zu den New York Giants)
- Wide Receivers Nelson Agholor (von Philadelphia zu Las Vegas), Randall Cobb (von Dallas zu Houston), Phillip Dorsett (von New England zu Seattle), Ted Ginn Jr. (von New Orleans zu Chicago) und Emmanuel Sanders (von San Francisco zu New Orleans)
- Tight Ends Eric Ebron (von Indianapolis zu Pittsburgh), Tyler Eifert (von Cincinnati zu Jacksonville), Jimmy Graham (von Green Bay zu Chicago), Austin Hooper (von Atlanta zu Cleveland) und Jason Witten (von Dallas zu Las Vegas)
- Offensive Linemen Bryan Bulaga (von Green Bay zu den Los Angeles Chargers), Ereck Flowers (von Washington zu Miami), und Halapoulivaati Vaitai (von Philadelphia zu Detroit).
- Defensive Linemen Adrian Clayborn (von Atlanta zu Cleveland), Linval Joseph (von Minnesota zu den Los Angeles Chargers), Gerald McCoy (von Carolina zu Dallas), Dontari Poe (von Carolina zu Dallas), und Derek Wolfe (von Denver zu Baltimore)
- Linebackers Vic Beasley (von Atlanta zu Tennessee), Jamie Collins (von New England zu Detroit), Bruce Irvin (von Carolina zu Seattle), Christian Kirksey (von Cleveland zu Green Bay), A.J. Klein (von New Orleans zu Buffalo) und Joe Schobert (von Cleveland zu Jacksonville)
- Defensive Backs Vonn Bell (von New Orleans zu Cincinnati), Ha Ha Clinton-Dix (von Chicago zu Dallas), Chris Harris Jr. (von Denver zu den Los Angeles Chargers), Malcolm Jenkins (von Philadelphia zu New Orleans), Byron Jones (von Dallas zu Miami), Xavier Rhodes (von Minnesota zu Indianapolis) und Desmond Trufant (von Atlanta zu Detroit)
- Kicker Greg Zuerlein (von den Los Angeles Rams zu Dallas)
- Punter Sam Martin (von Detroit zu Denver)

### Rücktritte
- Runningback Darren Sproles – dreimaliger Pro-Bowler, zweimaliger All-Pro und Super-Bowl-LII-Sieger. Spielte während seiner 15-jährigen Karriere für die Chargers, Saints und Eagles.[8]
- Linebacker Lorenzo Alexander – zweifacher Pro-Bowler, zuletzt für die Buffalo Bills aktiv.[9]
- Offensive Lineman Kyle Long, dreifacher Pro-Bowler, sechs Jahre für die Chicago Bears aktiv.[10]
- Tight End Antonio Gates – achtfacher Pro-Bowler, sechzehn Jahre für die San Diego/Los Angeles Chargers aktiv.[11]
- Linebacker Luke Kuechly – siebenfacher Pro-Bowler, acht Jahre für die Carolina Panthers aktiv.[12]
- Quarterback Eli Manning – zweifacher Super-Bowl-Sieger und Super Bowl MVP, sechzehn Jahre für die New York Giants aktiv.[13]
- Safety Eric Weddle – sechsfacher Pro-Bowler, dreizehn Jahre in der NFL aktiv, davon neun Jahre bei den San Diego Chargers.[14]
- Tight End Vernon Davis – zweifacher Pro-Bowler, Super-Bowl-50-Sieger, vierzehn Jahre für die San Francisco 49ers, Denver Broncos und Washington Redskins in der NFL aktiv.[15]
- Offensive Lineman Marshal Yanda – achtfacher Pro Bowler, Super-Bow-XLVII-Sieger, dreizehn Jahre für die Baltimore Ravens aktiv.[16]
- Offensive Tackle Joe Staley – sechsfacher Pro Bowler, dreizehn Jahre für die San Francisco 49ers aktiv.[17]
- Offensive Lineman Travis Frederick – fünffacher Pro-Bowler, sieben Jahre für die Dallas Cowboys aktiv.[18]

## Besondere Vorkommnisse

### COVID-19-Pandemie
Die Spieler hatten die Möglichkeit, die Saison auszusetzen. Darauf einigten sich im Sommer 2020 die NFL, die Teambesitzer und die Spielergewerkschaft National Football League Players Association (NFLPA). In diesem Fall wurden die Verträge für eine Saison ausgesetzt und gelten ab 2021 unverändert weiter. Das letzte Vertragsjahr wurde somit um ein Jahr nach hinten verlegt. Spieler mit geringem Gesundheitsrisiko, die die Saison aussetzten, erhielten 150.000 US-Dollar. Spieler, die zu einer von COVID-19 betroffenen Risikogruppe gehörten, erhielten 350.000 US-Dollar. Als erster Spieler gab Laurent Duvernay-Tardif, Guard bei den Kansas City Chiefs bekannt, dass er 2020 nicht spielen würde. Insgesamt 67 Spieler verzichteten auf die Saison, darunter Patrick Chung, Dont’a Hightower, C. J. Mosley, Nate Solder, Larry Warford, Chance Warmack und Damien Williams. Die New England Patriots waren durch die Opt-Out-Regelung am stärksten betroffen, acht Spieler der Patriots setzten 2020 aus.

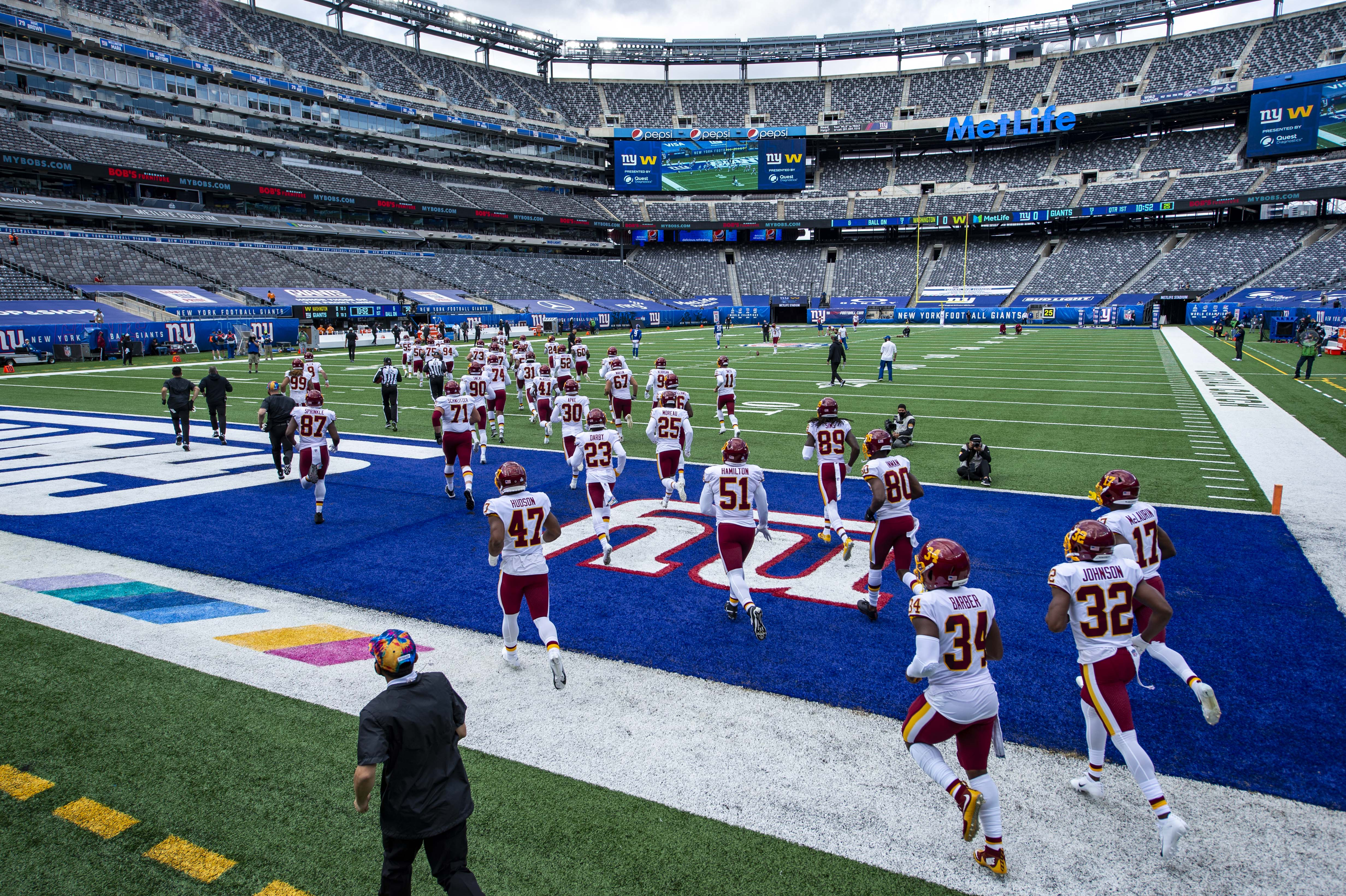
Spieler vom Washington Football Team betreten am 18. Oktober 2020 (Woche 6) das leere MetLife Stadium der New York Giants

Alle Spiele fanden entweder vor beschränkter Zuschauerzahl oder vollständig ohne Zuschauer statt, je nach Bundesstaat galten dabei unterschiedliche Regeln. Spiele mit unter 2500 Zuschauern wurden vor einer künstlichen Geräuschkulisse ausgetragen, deren maximale Lautstärke zunächst auf 70 Dezibel festgelegt war. Dieser Wert wurde ab dem 3. Spieltag auf 80 Dezibel erhöht.
Wegen positiven Tests von Spielern auf COVID-19 mussten mehrere Spiele verschoben werden. Das erste betroffene Spiel war dabei das Spiel der Pittsburgh Steelers gegen die Tennessee Titans am 4. Spieltag, das in Woche 7 verlegt werden musste. Um das zu ermöglichen, musste darüber hinaus das Spiel der Steelers gegen die Baltimore Ravens am siebten Spieltag eine Woche nach hinten verlegt werden. Positive Tests auf COVID-19 bei den New England Patriots und den Kansas City Chiefs am 5. Spieltag sorgten für die Verlegung von insgesamt acht Spielen. An Thanksgiving fanden anders als in den Jahren zuvor nur zwei Spiele statt, da das Spiel zwischen den Baltimore Ravens und den Pittsburgh Steelers wegen positiven Tests bei beiden Teams  verlegt werden musste.
Die Denver Broncos hatten für das Spiel gegen die New Orleans Saints am 12. Spieltag keinen verfügbaren Quarterback im Kader, da Quarterback Jeff Driskel positiv auf COVID-19 getestet worden war und die anderen drei Quarterbacks mit ihm in Kontakt gewesen waren. Daher setzten sie Kendall Hinton, einen Wide Receiver aus ihrem Practice Squad, der am College auch als Quarterback gespielt hatte, als Starter ein. Hinton war damit der erste Spieler seit Tom Matte für die Indianapolis Colts 1965, der ein Spiel als Starting Quarterback bestritt, obwohl er etatmäßig eine andere Position spielte. Hinton warf in dem Spiel einen erfolgreichen Pass mit 13 Yards (bei insgesamt neun Passversuchen) und zwei Interceptions, er wurde einmal von der gegnerischen Defense zu Boden gebracht.
Die San Francisco 49ers durften in Woche 13, 14 und 17 ihre Heimspiele nicht im Levi’s Stadium austragen, da das zuständige Santa Clara County im November 2020 eine neue COVID-19-Beschränkung erlassen hat, die bis auf Weiteres alle Kontaktsportarten verbietet und eine 14-tägige Quarantäne für alle Personen vorschreibt, die aus 150 Meilen (ca. 241,4 km) Entfernung in das Gebiet reisen. Stattdessen trugen die 49ers ihre Heimspiele im State Farm Stadium, der Heimspielstätte der Arizona Cardinals, aus. Das Team der 49ers wohnte und trainierte in einem Hotelkomplex in Glendale, Arizona – direkt gegenüber dem State Farm Stadium.
Es fanden keine Preseason-Spiele statt. Der Pro Bowl 2021 wurde abgesagt und soll durch eine virtuelle Veranstaltung ersetzt werden, bei der Madden NFL 21 gespielt werden soll. Ebenso wurde die NFL International Series ausgesetzt.

### Trikotänderungen
Die Atlanta Falcons, die Cleveland Browns, die Los Angeles Chargers, die Los Angeles Rams, die New England Patriots und die Tampa Bay Buccaneers haben im Jahr 2020 ihre Trikots überarbeitet.

### Rekorde
Woche 1
- Die Baltimore Ravens konnten als erstes Team in der Geschichte der Liga drei aufeinanderfolgende Auftaktspiele mit mehr als 30 Punkten Differenz gewinnen.[40]
- Frank Gore brach den Rekord für die meisten Regular Season Spiele eines Runningbacks mit 227.[41]

Woche 2
- Joe Burrows 37 angekommene Pässe im Spiel gegen die Cleveland Browns sind ein neuer Rekord für die meisten erfolgreichen Passversuche eines Rookies in einem Spiel.[42]
- Dak Prescott wurde der erste Quarterback der Geschichte, dem es gelang, in einem Spiel für 400 Yards zu werfen und 3 Touchdowns zu erlaufen.[43]

Woche 3
- Russell Wilson stellte mit 14 Touchdown-Pässen einen neuen Rekord für die meisten geworfenen Touchdowns eines Spielers in den ersten drei Saisonwochen auf.[44]
- Die Atlanta Falcons wurden das erste Team der Geschichte, das in einer Saison zwei Spiele verlor, in denen es zu Beginn des vierten Quarters mit mindestens 15 Punkten geführt hatte.[45]
- Die Chicago Bears wurden das erste Team der Geschichte, das in einer Saison zwei Spiele gewann, in denen es im vierten Quarter noch mit mindestens 16 Punkten zurückgelegen hatte.[46]

Woche 4
- Tom Brady wurde mit 43 Jahren und 62 Tagen der älteste Spieler, dem es gelang, in einem Spiel fünf Touchdown-Pässe zu werfen.[47]
- Dak Prescotts 974 geworfene Yards in Woche 3 und 4 sind ein neuer Rekord für die meisten Yards in zwei aufeinanderfolgenden Spielen.[48]
- Dak Prescotts 1424 geworfene Yards in Woche 2, 3 und 4 sind ein neuer Rekord für die meisten Yards in drei aufeinanderfolgenden Spielen.[48]

Woche 5
- Nach der Entlassung von Bill O’Brien wurde Romeo Crennel mit 73 Jahren und 113 Tagen der älteste Head Coach der Geschichte.[49]

Woche 7
- Drew Brees von den New Orleans Saints ist der erste Quarterback in der NFL-Geschichte mit mindestens 7000 angekommenen Pässen.[50]

Woche 9
- Gegen die Carolina Panthers warf Patrick Mahomes (Kansas City Chiefs) den 100. Touchdown-Pass seiner Karriere; dazu benötigte er nur 40 Spiele. Der Rekord wurde zuvor von Dan Marino gehalten, der dies in 44 Spielen schaffte.[51]
- Mit nur 5 Laufversuchen, darunter ein Kneeldown, brachen die Tampa Bay Buccaneers in der 3:38-Niederlage gegen die New Orleans Saints den Rekord für die wenigsten Laufversuche in einem Spiel.[52]

Woche 10
- Kyler Murray gelang es als erstem Spieler in der Geschichte, in fünf aufeinanderfolgenden Spielen je einen Touchdown-Pass und einen Touchdown-Lauf zu erzielen.[53]

Woche 13
- Mit dem 33. gefangenen Touchdown seiner Karriere brach Cole Beasley von den Buffalo Bills den Rekord für die meisten gefangenen Touchdowns eines Spielers unter 1,75 Meter Körpergröße.[54]

Woche 14
- Den Pittsburgh Steelers gelangen im 70. Spiel in Folge mindestens ein Quarterback-Sack, wodurch sie den Rekord der Tampa Bay Buccaneers brachen, die von 1999 bis 2003 in 69 Spielen in Folge mindestens je einen Quarterback-Sack verzeichnen konnten.[55]

Woche 16
- Justin Herbert stellte einen neuen Rekord für die meisten Touchdown-Pässe eines Rookies auf (28).[56]
- Travis Kelce stellte mit 1416 einen neuen Rekord für die meisten gefangenen Yards eines Tight Ends in einer Saison auf.[57]

Woche 17
- Lamar Jackson wurde der erste Quarterback, dem es gelang in zwei aufeinanderfolgenden Saisons jeweils mindestens 1000 Yards zu erlaufen.[58]
- Das 54-Yard-Field-Goal im zweiten Quarter im Spiel gegen die Minnesota Vikings war Matt Praters 59. Field-Goal aus einer Entfernung von mindestens 50 Yards seiner Karriere, womit er Sebastian Janikowski überholte, dem in seiner Karriere 58 solcher Field-Goals gelungen waren.[59]
- Das erste Mal in der Geschichte der NFL gab es in einer Saison mehr Auswärtssiege (128) als Heimsiege (127).[60]

Wild Card Round
- Ben Roethlisberger stellte mit 47 angekommenen Pässen in einem Spiel einen neuen NFL-Rekord auf.[61]
- Tom Brady wurde mit einem Alter von 43 Jahren und 159 Tagen der älteste Spieler, der in einem Playoff-Spiel ein Touchdown-Pass gelang.[62]

Divisional Round
- Tom Brady wurde mit einem Alter von 43 Jahren und 167 Tagen der älteste Spieler, der in einem Playoff-Spiel einen Touchdown-Lauf erzielen konnte.[63]

Super Bowl LV
- Die Tampa Bay Buccaneers wurden das erste Team, das in seinem Heimstadion in einem Super Bowl spielte und gewann.[64]

### Saisonbestleistungen
Folgende Saisonbestleistungen wurden 2020 erreicht:
| Statistikwert           | Spieler                                                     | Wert  |
| ----------------------- | ----------------------------------------------------------- | ----- |
| Geworfene Yards         | Deshaun Watson (HOU)                                        | 4.823 |
| Geworfene Touchdowns    | Aaron Rodgers (GB)                                          | 48    |
| Erlaufene Yards         | Derrick Henry (TEN)                                         | 2.027 |
| Erlaufene Touchdowns    | Derrick Henry (TEN)                                         | 17    |
| Gefangene Pässe         | Stefon Diggs (BUF)                                          | 127   |
| Gefangene Yards         | Stefon Diggs (BUF)                                          | 1.535 |
| Gefangene Touchdowns    | Davante Adams (GB)                                          | 11    |
| Tackles                 | Zach Cunningham (HOU)                                       | 164   |
| Sacks                   | T. J. Watt (PIT)                                            | 15,0  |
| Interceptions           | Xavien Howard (MIA)                                         | 10    |
| erzwungene Fumbles      | Marlon Humphrey (BAL)                                       | 8     |
| erzielte Punkte         | Younghoe Koo (ATL) Daniel Carlson (LVR) Jason Sanders (MIA) | 144   |
| verwandelte Field Goals | Younghoe Koo (ATL)                                          | 37    |
| gepuntete Yards         | Braden Mann (NYJ)                                           | 3.598 |

### Auszeichnungen

#### Spieler des Monats
| Monat | Offensive Player of the Month | Offensive Player of the Month | Defensive Player of the Month | Defensive Player of the Month | Special Teams Player of the Month | Special Teams Player of the Month |
| Monat | AFC                           | NFC                           | AFC                           | NFC                           | AFC                               | NFC                               |
| ----- | ----------------------------- | ----------------------------- | ----------------------------- | ----------------------------- | --------------------------------- | --------------------------------- |
| Sept. | Josh Allen QB (Bills)         | Russell Wilson QB (Seahawks)  | T. J. Watt LB (Steelers)      | Lavonte David LB (Buccaneers) | Stephen Gostkowski K (Titans)     | Jack Fox P (Lions)                |
| Okt.  | Derrick Henry RB (Titans)     | Tom Brady QB (Buccaneers)     | Myles Garrett DE (Browns)     | Budda Baker S (Cardinals)     | Jason Sanders K (Dolphins)        | Johnny Hekker P (Rams)            |
| Nov.  | Patrick Mahomes QB (Chiefs)   | Dalvin Cook RB (Vikings)      | T. J. Watt LB (Steelers)      | Cameron Jordan DE (Saints)    | Jason Sanders K (Dolphins)        | Younghoe Koo K (Falcons)          |
| Dez.  | Josh Allen QB (Bills)         | Aaron Rodgers QB (Packers)    | DeForest Buckner DT (Colts)   | Chase Young DE (Washington)   | Daniel Carlson K (Raiders)        | Cairo Santos K (Bears)            |

#### Rookie des Monats
| Monat | Rookie of the Month          | Rookie of the Month                 |
| Monat | Offensive                    | Defensive                           |
| ----- | ---------------------------- | ----------------------------------- |
| Sept. | James Robinson RB (Jaguars)  | Antoine Winfield Jr. S (Buccaneers) |
| Okt.  | Justin Herbert QB (Chargers) | Jeremy Chinn S (Panthers)           |
| Nov.  | Justin Herbert QB (Chargers) | Jeremy Chinn S (Panthers)           |
| Dez.  | Jonathan Taylor RB (Colts)   | Chase Young DE (Washington)         |

#### Jahresabschlussehrung
Am 6. Februar 2021, dem Abend vor Super Bowl LV, wurden die besten Spieler der abgelaufenen Saison 2020 geehrt. Die Preisverleihung war die 10. Ausgabe der NFL Honors und wurde aufgrund der COVID-19-Pandemie aus mehreren Orten gesendet.
| Award                             | Gewinner        | Position         | Team                     |
| --------------------------------- | --------------- | ---------------- | ------------------------ |
| AP Most Valuable Player           | Aaron Rodgers   | Quarterback      | Green Bay Packers        |
| AP Offensive Player of the Year   | Derrick Henry   | Runningback      | Tennessee Titans         |
| AP Defensive Player of the Year   | Aaron Donald    | Defensive Tackle | Los Angeles Rams         |
| AP Coach of the Year              | Kevin Stefanski | Head Coach       | Cleveland Browns         |
| Pepsi NFL Rookie of the Year      | Justin Herbert  | Quarterback      | Los Angeles Chargers     |
| AP Offensive Rookie of the Year   | Justin Herbert  | Quarterback      | Los Angeles Chargers     |
| AP Defensive Rookie of the Year   | Chase Young     | Defensive End    | Washington Football Team |
| AP Comeback Player of the Year    | Alex Smith      | Quarterback      | Washington Football Team |
| Walter Payton NFL Man of the Year | Russell Wilson  | Quarterback      | Seattle Seahawks         |

## Saisonverlauf

### NFL Draft

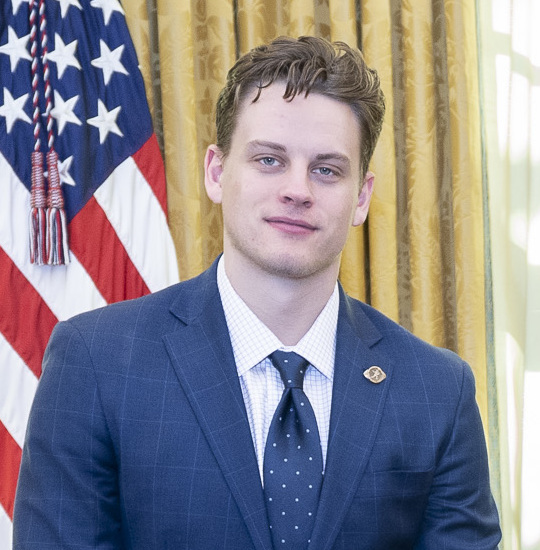
Joe Burrow wurde als erster Spieler im NFL Draft 2020 ausgewählt.

Der NFL Draft 2020 hätte vom 23. bis 25. April 2020 in Paradise, Nevada, stattgefunden. Aufgrund der COVID-19-Pandemie wurde der Draft zum ersten Mal ausschließlich virtuell geführt. Die Cincinnati Bengals haben, da sie 2019 Letzter im Gesamtklassement wurden, mit Joe Burrow den ersten Spieler ausgewählt.

### Preseason
Die Trainingscamps für die Saison 2020 fanden von Ende Juli bis August statt.
Das Pro-Football-Hall-of-Fame-Spiel zwischen den Dallas Cowboys und den Pittsburgh Steelers sollte am 6. August 2020 ausgetragen werden. Aufgrund der COVID-19-Pandemie wurde das Spiel Ende Juni abgesagt. Ende Juli wurden auch offiziell die Preseason-Spiele abgesagt.

### Regular Season

#### Spielplan
Die Regular Season begann am 10. September 2020. Die 256 Spiele erstreckten sich über insgesamt 17 Wochen. Jedes der 32 Teams absolvierte dabei 16 Spiele und hatte eine spielfreie Woche (Bye Week). Gegen jedes Team der eigenen Division wurde sowohl ein Heim- als auch ein Auswärtsspiel ausgetragen (sechs Spiele). Im Rahmen der jährlichen Rotation fanden vier Spiele gegen die Teams einer Division aus der eigenen Conference (Intraconference) sowie vier Spiele gegen die Teams einer Division aus der gegnerischen Conference statt (Interconference). Zusätzlich gab es zwei Spiele (Heim und auswärts) gegen die Teams der eigenen Conference, die im Vorjahr auf demselben Tabellenplatz abgeschlossen haben (ausgenommen die Division, gegen die das Team auf Grund des Spielplans schon antritt).
Der Spielplan der Regular Season wurde im Mai 2020 bekannt gegeben.
In der Saison 2020 fanden die folgenden Divisionspaarungen statt:
| Intraconference | Intraconference | Intraconference | Interconference | Interconference | Interconference |
| --------------- | --------------- | --------------- | --------------- | --------------- | --------------- |
| AFC East        | vs              | AFC West        | AFC East        | vs              | NFC West        |
| AFC North       | vs              | AFC South       | AFC North       | vs              | NFC East        |
| NFC East        | vs              | NFC West        | AFC South       | vs              | NFC North       |
| NFC North       | vs              | NFC South       | AFC West        | vs              | NFC South       |

##### Spezielles
- NFL Kickoff Game: Die Saison 2020 begann mit dem Kickoff-Game am Donnerstag, 10. September 2020, das von NBC übertragen wurde. Titelverteidiger Kansas City Chiefs trat gegen die Houston Texans an.
- Thanksgiving Day: Wie schon seit 2006 werden am Donnerstag, 26. November, drei Spiele ausgetragen, darunter die traditionellen Nachmittags-Spiele der Detroit Lions (auf CBS) und der Dallas Cowboys (auf Fox) sowie das Thanksgiving-Abendspiel (auf NBC), bei dem traditionell ein Spiel zwischen Divisionsrivalen stattfinden sollte. Ursprünglich sollten am Thanksgiving-Abend die Pittsburgh Steelers gegen die Baltimore Ravens antreten, die Partie musste aber aufgrund mehrerer COVID-19-Befunde beider Teams auf Mittwoch verlegt werden.[26]
- NFL International Series: Wegen der COVID-19-Pandemie gab es in der Saison 2020 keine Spiele außerhalb der USA.[76]

#### Resultate
| Woche 1            | Woche 1              | Woche 1 | Woche 1                  |
| Datum              | Auswärtsteam         | Erg.    | Heimteam                 |
| ------------------ | -------------------- | ------- | ------------------------ |
| 10. September 2020 | Houston Texans       | 20:34   | Kansas City Chiefs       |
| 13. September 2020 | Philadelphia Eagles  | 17:27   | Washington Football Team |
| 13. September 2020 | Miami Dolphins       | 11:21   | New England Patriots     |
| 13. September 2020 | Green Bay Packers    | 43:34   | Minnesota Vikings        |
| 13. September 2020 | Indianapolis Colts   | 20:27   | Jacksonville Jaguars     |
| 13. September 2020 | Chicago Bears        | 27:23   | Detroit Lions            |
| 13. September 2020 | Las Vegas Raiders    | 34:30   | Carolina Panthers        |
| 13. September 2020 | New York Jets        | 17:27   | Buffalo Bills            |
| 13. September 2020 | Cleveland Browns     | 06:38   | Baltimore Ravens         |
| 13. September 2020 | Seattle Seahawks     | 38:25   | Atlanta Falcons          |
| 13. September 2020 | Los Angeles Chargers | 16:13   | Cincinnati Bengals       |
| 13. September 2020 | Arizona Cardinals    | 24:20   | San Francisco 49ers      |
| 13. September 2020 | Tampa Bay Buccaneers | 23:34   | New Orleans Saints       |
| 13. September 2020 | Dallas Cowboys       | 17:20   | Los Angeles Rams         |
| 14. September 2020 | Pittsburgh Steelers  | 26:16   | New York Giants          |
| 14. September 2020 | Tennessee Titans     | 16:14   | Denver Broncos           |

| Woche 2            | Woche 2                  | Woche 2 | Woche 2              |
| Datum              | Auswärtsteam             | Erg.    | Heimteam             |
| ------------------ | ------------------------ | ------- | -------------------- |
| 17. September 2020 | Cincinnati Bengals       | 30:35   | Cleveland Browns     |
| 20. September 2020 | Jacksonville Jaguars     | 30:33   | Tennessee Titans     |
| 20. September 2020 | Carolina Panthers        | 17:31   | Tampa Bay Buccaneers |
| 20. September 2020 | Denver Broncos           | 21:26   | Pittsburgh Steelers  |
| 20. September 2020 | Los Angeles Rams         | 37:19   | Philadelphia Eagles  |
| 20. September 2020 | San Francisco 49ers      | 31:13   | New York Jets        |
| 20. September 2020 | Buffalo Bills            | 31:28   | Miami Dolphins       |
| 20. September 2020 | Minnesota Vikings        | 11:28   | Indianapolis Colts   |
| 20. September 2020 | Detroit Lions            | 21:42   | Green Bay Packers    |
| 20. September 2020 | Atlanta Falcons          | 39:40   | Dallas Cowboys       |
| 20. September 2020 | New York Giants          | 13:17   | Chicago Bears        |
| 20. September 2020 | Washington Football Team | 15:30   | Arizona Cardinals    |
| 20. September 2020 | Kansas City Chiefs       | 23:20   | Los Angeles Chargers |
| 20. September 2020 | Baltimore Ravens         | 33:16   | Houston Texans       |
| 20. September 2020 | New England Patriots     | 30:35   | Seattle Seahawks     |
| 21. September 2020 | New Orleans Saints       | 24:34   | Las Vegas Raiders    |

| Woche 3            | Woche 3                  | Woche 3 | Woche 3              |
| Datum              | Auswärtsteam             | Erg.    | Heimteam             |
| ------------------ | ------------------------ | ------- | -------------------- |
| 24. September 2020 | Miami Dolphins           | 31:13   | Jacksonville Jaguars |
| 27. September 2020 | Houston Texans           | 21:28   | Pittsburgh Steelers  |
| 27. September 2020 | Cincinnati Bengals       | 23:23   | Philadelphia Eagles  |
| 27. September 2020 | San Francisco 49ers      | 36:90   | New York Giants      |
| 27. September 2020 | Las Vegas Raiders        | 20:36   | New England Patriots |
| 27. September 2020 | Tennessee Titans         | 31:30   | Minnesota Vikings    |
| 27. September 2020 | Washington Football Team | 20:34   | Cleveland Browns     |
| 27. September 2020 | Los Angeles Rams         | 32:35   | Buffalo Bills        |
| 27. September 2020 | Chicago Bears            | 30:26   | Atlanta Falcons      |
| 27. September 2020 | Carolina Panthers        | 21:16   | Los Angeles Chargers |
| 27. September 2020 | New York Jets            | 07:36   | Indianapolis Colts   |
| 27. September 2020 | Dallas Cowboys           | 31:38   | Seattle Seahawks     |
| 27. September 2020 | Tampa Bay Buccaneers     | 28:10   | Denver Broncos       |
| 27. September 2020 | Detroit Lions            | 26:23   | Arizona Cardinals    |
| 27. September 2020 | Green Bay Packers        | 37:30   | New Orleans Saints   |
| 28. September 2020 | Kansas City Chiefs       | 34:20   | Baltimore Ravens     |

| Woche 4 | Woche 4              | Woche 4      | Woche 4                  |
| Datum | Auswärtsteam         | Erg.         | Heimteam                 |
| --- | -------------------- | ------------ | ------------------------ |
| 1. Oktober 2020 | Denver Broncos       | 37:28        | New York Jets            |
| 4. Oktober 2020 | Baltimore Ravens     | 31:17        | Washington Football Team |
| 4. Oktober 2020 | Pittsburgh Steelers  | abgesagt (a) | Tennessee Titans         |
| 4. Oktober 2020 | Los Angeles Chargers | 31:38        | Tampa Bay Buccaneers     |
| 4. Oktober 2020 | Seattle Seahawks     | 31:23        | Miami Dolphins           |
| 4. Oktober 2020 | Minnesota Vikings    | 31:23        | Houston Texans           |
| 4. Oktober 2020 | New Orleans Saints   | 35:29        | Detroit Lions            |
| 4. Oktober 2020 | Cleveland Browns     | 49:38        | Dallas Cowboys           |
| 4. Oktober 2020 | Jacksonville Jaguars | 25:33        | Cincinnati Bengals       |
| 4. Oktober 2020 | Arizona Cardinals    | 21:31        | Carolina Panthers        |
| 4. Oktober 2020 | New York Giants      | 09:17        | Los Angeles Rams         |
| 4. Oktober 2020 | Buffalo Bills        | 30:23        | Las Vegas Raiders        |
| 4. Oktober 2020 | Indianapolis Colts   | 19:11        | Chicago Bears            |
| 4. Oktober 2020 | Philadelphia Eagles  | 25:20        | San Francisco 49ers      |
| 5. Oktober 2020 | New England Patriots | 10:26 (b)    | Kansas City Chiefs       |
| 5. Oktober 2020 | Atlanta Falcons      | 16:30        | Green Bay Packers        |
| Bye Week: Pittsburgh Steelers, Tennessee Titans (a) Die Partie wurde aufgrund mehrerer positiver Covid-19-Befunde bei den Tennessee Titans auf Woche 7 verschoben. Aufgrund dessen wurde die geplante Partie in Woche 7 zwischen den Steelers und Ravens auf Woche 8 verschoben. Die Bye Week für die Titans und Steelers wurde auf diese Woche vorverlegt. Ravens' Bye Week wurde von Woche 8 auf Woche 7 vorgezogen. (b) Die Partie wurde aufgrund positiver Covid-19-Befunde bei Cam Newton (Patriots) und Jordan Ta'amu (Chiefs) von Sonntagabend auf Montagabend verschoben. |                      |              |                          |

| Woche 5 | Woche 5              | Woche 5      | Woche 5                  |
| Datum | Auswärtsteam         | Erg.         | Heimteam                 |
| --- | -------------------- | ------------ | ------------------------ |
| 8. Oktober 2020 | Tampa Bay Buccaneers | 19:20        | Chicago Bears            |
| 11. Oktober 2020 | Los Angeles Rams     | 30:10        | Washington Football Team |
| 11. Oktober 2020 | Philadelphia Eagles  | 29:38        | Pittsburgh Steelers      |
| 11. Oktober 2020 | Arizona Cardinals    | 30:10        | New York Jets            |
| 11. Oktober 2020 | Las Vegas Raiders    | 40:32        | Kansas City Chiefs       |
| 11. Oktober 2020 | Jacksonville Jaguars | 14:30        | Houston Texans           |
| 11. Oktober 2020 | Cincinnati Bengals   | 03:27        | Baltimore Ravens         |
| 11. Oktober 2020 | Carolina Panthers    | 23:16        | Atlanta Falcons          |
| 11. Oktober 2020 | Miami Dolphins       | 43:17        | San Francisco 49ers      |
| 11. Oktober 2020 | New York Giants      | 34:37        | Dallas Cowboys           |
| 11. Oktober 2020 | Indianapolis Colts   | 23:32        | Cleveland Browns         |
| 11. Oktober 2020 | Minnesota Vikings    | 26:27        | Seattle Seahawks         |
| 12. Oktober 2020 | Denver Broncos       | abgesagt (c) | New England Patriots     |
| 12. Oktober 2020 | Los Angeles Chargers | 27:30        | New Orleans Saints       |
| 13. Oktober 2020 | Buffalo Bills        | 16:42 (d)    | Tennessee Titans         |
| Bye Week: Detroit Lions, Green Bay Packers, Denver Broncos, New England Patriots (c) Die Partie wurde aufgrund positiver Covid-19-Befunde bei Cam Newton, Stephon Gilmore und Bill Murray (alle drei von den Patriots) von Sonntagnachmittag auf Montagabend verschoben. Am Sonntag den 11. Oktober 2020 verschob die NFL die Partie auf Woche 6, da bei einem Patriots-Spieler ein positiver Covid-19-Befund festgestellt wurde. Die Bye Week für die Broncos und Patriots wurde auf diese Woche vorverlegt. Die NFL kündigte weitere Spielplanänderungen an, die sich aus den Spielverlegungen in dieser Woche ergaben. (d) Die Partie wurde aufgrund mehrerer positiver Covid-19-Befunde bei den Titans um zwei Tage auf Dienstagabend verschoben. |                      |              |                          |

| Woche 6 | Woche 6                  | Woche 6   | Woche 6              |
| Datum | Auswärtsteam             | Erg.      | Heimteam             |
| --- | ------------------------ | --------- | -------------------- |
| 18. Oktober 2020 | Denver Broncos           | 18:12     | New England Patriots |
| 18. Oktober 2020 | Houston Texans           | 36:42     | Tennessee Titans     |
| 18. Oktober 2020 | Cleveland Browns         | 07:38     | Pittsburgh Steelers  |
| 18. Oktober 2020 | Baltimore Ravens         | 30:28     | Philadelphia Eagles  |
| 18. Oktober 2020 | Washington Football Team | 19:20     | New York Giants      |
| 18. Oktober 2020 | Atlanta Falcons          | 40:23     | Minnesota Vikings    |
| 18. Oktober 2020 | Detroit Lions            | 34:16     | Jacksonville Jaguars |
| 18. Oktober 2020 | Cincinnati Bengals       | 27:31     | Indianapolis Colts   |
| 18. Oktober 2020 | Chicago Bears            | 23:16     | Carolina Panthers    |
| 18. Oktober 2020 | New York Jets            | 00:24     | Miami Dolphins       |
| 18. Oktober 2020 | Green Bay Packers        | 10:38     | Tampa Bay Buccaneers |
| 18. Oktober 2020 | Los Angeles Rams         | 16:24     | San Francisco 49ers  |
| 19. Oktober 2020 | Kansas City Chiefs       | 26:17 (e) | Buffalo Bills        |
| 19. Oktober 2020 | Arizona Cardinals        | 38:10     | Dallas Cowboys       |
| Bye Week: Seattle Seahawks, New Orleans Saints, Las Vegas Raiders, Los Angeles Chargers (e) Die Partie wurde von Donnerstagabend auf Montagabend verschoben, da in Woche 5 die Bills gegen die Titans erst am Dienstagabend spielten. |                          |           |                      |

| Woche 7 | Woche 7              | Woche 7   | Woche 7                  |
| Datum | Auswärtsteam         | Erg.      | Heimteam                 |
| --- | -------------------- | --------- | ------------------------ |
| 22. Oktober 2020 | New York Giants      | 21:22     | Philadelphia Eagles      |
| 25. Oktober 2020 | Pittsburgh Steelers  | 27:24     | Tennessee Titans         |
| 25. Oktober 2020 | Dallas Cowboys       | 03:25     | Washington Football Team |
| 25. Oktober 2020 | Buffalo Bills        | 18:10     | New York Jets            |
| 25. Oktober 2020 | Carolina Panthers    | 24:27     | New Orleans Saints       |
| 25. Oktober 2020 | Jacksonville Jaguars | 29:39     | Los Angeles Chargers     |
| 25. Oktober 2020 | Green Bay Packers    | 35:20     | Houston Texans           |
| 25. Oktober 2020 | Cleveland Browns     | 37:34     | Cincinnati Bengals       |
| 25. Oktober 2020 | Detroit Lions        | 23:22     | Atlanta Falcons          |
| 25. Oktober 2020 | Tampa Bay Buccaneers | 45:20 (f) | Las Vegas Raiders        |
| 25. Oktober 2020 | San Francisco 49ers  | 33:60     | New England Patriots     |
| 25. Oktober 2020 | Kansas City Chiefs   | 43:16     | Denver Broncos           |
| 25. Oktober 2020 | Seattle Seahawks     | 34:37 (f) | Arizona Cardinals        |
| 26. Oktober 2020 | Chicago Bears        | 10:24     | Los Angeles Rams         |
| Bye Week: Minnesota Vikings, Miami Dolphins, Indianapolis Colts, Baltimore Ravens (f) Aufgrund mehrerer positiver Covid-19-Befunde bei den Raiders entschied die NFL am 22. Oktober 2020 die Partie zwischen den Raiders und Buccaneers von Sonntagabend (den Sunday Night Football) auf Sonntagnachmittag vorzulegen, um bei Bedarf auf einen späteren Zeitpunkt verlegen zu können. Da die NFL jedoch den Sunday Night Football sicherstellen wollte, wurde die Partie zwischen den Seahawks und Cardinals von Sonntagnachmittag auf Sonntagabend verschoben. |                      |           |                          |

| Woche 8                                                                                     | Woche 8              | Woche 8 | Woche 8             |
| Datum                                                                                       | Auswärtsteam         | Erg.    | Heimteam            |
| ------------------------------------------------------------------------------------------- | -------------------- | ------- | ------------------- |
| 29. Oktober 2020                                                                            | Atlanta Falcons      | 25:17   | Carolina Panthers   |
| 1. November 2020                                                                            | Pittsburgh Steelers  | 28:24   | Baltimore Ravens    |
| 1. November 2020                                                                            | Los Angeles Rams     | 17:28   | Miami Dolphins      |
| 1. November 2020                                                                            | New York Jets        | 09:35   | Kansas City Chiefs  |
| 1. November 2020                                                                            | Minnesota Vikings    | 28:22   | Green Bay Packers   |
| 1. November 2020                                                                            | Indianapolis Colts   | 41:21   | Detroit Lions       |
| 1. November 2020                                                                            | Las Vegas Raiders    | 16:60   | Cleveland Browns    |
| 1. November 2020                                                                            | Tennessee Titans     | 20:31   | Cincinnati Bengals  |
| 1. November 2020                                                                            | New England Patriots | 21:24   | Buffalo Bills       |
| 1. November 2020                                                                            | Los Angeles Chargers | 30:31   | Denver Broncos      |
| 1. November 2020                                                                            | San Francisco 49ers  | 27:37   | Seattle Seahawks    |
| 1. November 2020                                                                            | New Orleans Saints   | 26:23   | Chicago Bears       |
| 1. November 2020                                                                            | Dallas Cowboys       | 09:23   | Philadelphia Eagles |
| 2. November 2020                                                                            | Tampa Bay Buccaneers | 25:23   | New York Giants     |
| Bye Week: Washington Football Team, Jacksonville Jaguars, Arizona Cardinals, Houston Texans |                      |         |                     |

| Woche 9                                                                               | Woche 9              | Woche 9 | Woche 9                  |
| Datum                                                                                 | Auswärtsteam         | Erg.    | Heimteam                 |
| ------------------------------------------------------------------------------------- | -------------------- | ------- | ------------------------ |
| 5. November 2020                                                                      | Green Bay Packers    | 34:17   | San Francisco 49ers      |
| 8. November 2020                                                                      | New York Giants      | 23:20   | Washington Football Team |
| 8. November 2020                                                                      | Chicago Bears        | 17:24   | Tennessee Titans         |
| 8. November 2020                                                                      | Detroit Lions        | 20:34   | Minnesota Vikings        |
| 8. November 2020                                                                      | Carolina Panthers    | 31:33   | Kansas City Chiefs       |
| 8. November 2020                                                                      | Houston Texans       | 27:25   | Jacksonville Jaguars     |
| 8. November 2020                                                                      | Baltimore Ravens     | 24:10   | Indianapolis Colts       |
| 8. November 2020                                                                      | Seattle Seahawks     | 34:44   | Buffalo Bills            |
| 8. November 2020                                                                      | Denver Broncos       | 27:34   | Atlanta Falcons          |
| 8. November 2020                                                                      | Las Vegas Raiders    | 31:26   | Los Angeles Chargers     |
| 8. November 2020                                                                      | Pittsburgh Steelers  | 24:19   | Dallas Cowboys           |
| 8. November 2020                                                                      | Miami Dolphins       | 34:31   | Arizona Cardinals        |
| 8. November 2020                                                                      | New Orleans Saints   | 38:30   | Tampa Bay Buccaneers     |
| 9. November 2020                                                                      | New England Patriots | 30:27   | New York Jets            |
| Bye Week: Philadelphia Eagles, Los Angeles Rams, Cleveland Browns, Cincinnati Bengals |                      |         |                          |

| Woche 10                                                                     | Woche 10                 | Woche 10 | Woche 10             |
| Datum                                                                        | Auswärtsteam             | Erg.     | Heimteam             |
| ---------------------------------------------------------------------------- | ------------------------ | -------- | -------------------- |
| 12. November 2020                                                            | Indianapolis Colts       | 34:17    | Tennessee Titans     |
| 15. November 2020                                                            | Philadelphia Eagles      | 17:27    | New York Giants      |
| 15. November 2020                                                            | Jacksonville Jaguars     | 20:24    | Green Bay Packers    |
| 15. November 2020                                                            | Washington Football Team | 27:30    | Detroit Lions        |
| 15. November 2020                                                            | Houston Texans           | 07:10    | Cleveland Browns     |
| 15. November 2020                                                            | Tampa Bay Buccaneers     | 46:23    | Carolina Panthers    |
| 15. November 2020                                                            | Cincinnati Bengals       | 10:36    | Pittsburgh Steelers  |
| 15. November 2020                                                            | Los Angeles Chargers     | 21:29    | Miami Dolphins       |
| 15. November 2020                                                            | Denver Broncos           | 12:37    | Las Vegas Raiders    |
| 15. November 2020                                                            | Buffalo Bills            | 30:32    | Arizona Cardinals    |
| 15. November 2020                                                            | San Francisco 49ers      | 13:27    | New Orleans Saints   |
| 15. November 2020                                                            | Seattle Seahawks         | 16:23    | Los Angeles Rams     |
| 15. November 2020                                                            | Baltimore Ravens         | 17:23    | New England Patriots |
| 16. November 2020                                                            | Minnesota Vikings        | 19:13    | Chicago Bears        |
| Bye Week: New York Jets, Kansas City Chiefs, Dallas Cowboys, Atlanta Falcons |                          |          |                      |

| Woche 11                                                                     | Woche 11             | Woche 11 | Woche 11                 |
| Datum                                                                        | Auswärtsteam         | Erg.     | Heimteam                 |
| ---------------------------------------------------------------------------- | -------------------- | -------- | ------------------------ |
| 19. November 2020                                                            | Arizona Cardinals    | 21:28    | Seattle Seahawks         |
| 22. November 2020                                                            | Cincinnati Bengals   | 09:20    | Washington Football Team |
| 22. November 2020                                                            | Atlanta Falcons      | 09:24    | New Orleans Saints       |
| 22. November 2020                                                            | Pittsburgh Steelers  | 27:30    | Jacksonville Jaguars     |
| 22. November 2020                                                            | Green Bay Packers    | 31:34    | Indianapolis Colts       |
| 22. November 2020                                                            | New England Patriots | 20:27    | Houston Texans           |
| 22. November 2020                                                            | Philadelphia Eagles  | 17:22    | Cleveland Browns         |
| 22. November 2020                                                            | Detroit Lions        | 00:20    | Carolina Panthers        |
| 22. November 2020                                                            | Tennessee Titans     | 30:24    | Baltimore Ravens         |
| 22. November 2020                                                            | New York Jets        | 28:34    | Los Angeles Chargers     |
| 22. November 2020                                                            | Miami Dolphins       | 13:20    | Denver Broncos           |
| 22. November 2020                                                            | Dallas Cowboys       | 31:28    | Minnesota Vikings        |
| 22. November 2020                                                            | Kansas City Chiefs   | 35:31    | Las Vegas Raiders        |
| 23. November 2020                                                            | Los Angeles Rams     | 27:24    | Tampa Bay Buccaneers     |
| Bye Week: San Francisco 49ers, New York Giants, Chicago Bears, Buffalo Bills |                      |          |                          |

| Woche 12 | Woche 12                 | Woche 12  | Woche 12             |
| Datum | Auswärtsteam             | Erg.      | Heimteam             |
| --- | ------------------------ | --------- | -------------------- |
| 26. November 2020 | Houston Texans           | 41:25     | Detroit Lions        |
| 26. November 2020 | Washington Football Team | 41:16     | Dallas Cowboys       |
| 29. November 2020 | Miami Dolphins           | 20:30     | New York Jets        |
| 29. November 2020 | Arizona Cardinals        | 17:20     | New England Patriots |
| 29. November 2020 | Carolina Panthers        | 27:28     | Minnesota Vikings    |
| 29. November 2020 | Cleveland Browns         | 27:25     | Jacksonville Jaguars |
| 29. November 2020 | Tennessee Titans         | 45:26     | Indianapolis Colts   |
| 29. November 2020 | New York Giants          | 19:17     | Cincinnati Bengals   |
| 29. November 2020 | Los Angeles Chargers     | 17:27     | Buffalo Bills        |
| 29. November 2020 | Las Vegas Raiders        | 06:43     | Atlanta Falcons      |
| 29. November 2020 | San Francisco 49ers      | 23:20     | Los Angeles Rams     |
| 29. November 2020 | New Orleans Saints       | 31:30     | Denver Broncos       |
| 29. November 2020 | Kansas City Chiefs       | 27:24     | Tampa Bay Buccaneers |
| 29. November 2020 | Chicago Bears            | 25:41     | Green Bay Packers    |
| 30. November 2020 | Seattle Seahawks         | 23:17     | Philadelphia Eagles  |
| 2. Dezember 2020 | Baltimore Ravens         | 14:19 (g) | Pittsburgh Steelers  |
| (g) Die Partie wurde aufgrund mehrerer positiver Covid-19-Befunde beider Teams von Donnerstagabend (26. November) auf Mittwochnachmittag (2. Dezember) verschoben. Die NFL kündigte weitere Spielplanänderungen für Woche 13 an, die sich aus dieser Spielverlegung ergaben. |                          |           |                      |

| Woche 13 | Woche 13                 | Woche 13  | Woche 13             |
| Datum | Auswärtsteam             | Erg.      | Heimteam             |
| --- | ------------------------ | --------- | -------------------- |
| 6. Dezember 2020 | Cleveland Browns         | 41:35     | Tennessee Titans     |
| 6. Dezember 2020 | Las Vegas Raiders        | 31:28     | New York Jets        |
| 6. Dezember 2020 | Jacksonville Jaguars     | 24:27     | Minnesota Vikings    |
| 6. Dezember 2020 | Cincinnati Bengals       | 07:19     | Miami Dolphins       |
| 6. Dezember 2020 | Indianapolis Colts       | 26:20     | Houston Texans       |
| 6. Dezember 2020 | Detroit Lions            | 34:30     | Chicago Bears        |
| 6. Dezember 2020 | New Orleans Saints       | 21:16     | Atlanta Falcons      |
| 6. Dezember 2020 | New York Giants          | 17:12     | Seattle Seahawks     |
| 6. Dezember 2020 | Los Angeles Rams         | 38:28     | Arizona Cardinals    |
| 6. Dezember 2020 | New England Patriots     | 45:00     | Los Angeles Chargers |
| 6. Dezember 2020 | Philadelphia Eagles      | 16:30     | Green Bay Packers    |
| 6. Dezember 2020 | Denver Broncos           | 16:22     | Kansas City Chiefs   |
| 7. Dezember 2020 | Washington Football Team | 23:17 (h) | Pittsburgh Steelers  |
| 7. Dezember 2020 | Buffalo Bills            | 34:24     | San Francisco 49ers  |
| 8. Dezember 2020 | Dallas Cowboys           | 17:34 (i) | Baltimore Ravens     |
| Bye Week: Tampa Bay Buccaneers, Carolina Panthers (h) Die Partie wurde von Sonntagnachmittag auf Montagabend verschoben, da die Steelers in Woche 12 erst am Mittwoch gegen die Ravens spielten. (i) Die Partie wurde von Donnerstagabend auf Dienstagabend verschoben, da die Ravens in Woche 12 erst am Mittwoch gegen die Steelers spielten. |                          |           |                      |

| Woche 14          | Woche 14                 | Woche 14 | Woche 14             |
| Datum             | Auswärtsteam             | Erg.     | Heimteam             |
| ----------------- | ------------------------ | -------- | -------------------- |
| 10. Dezember 2020 | New England Patriots     | 03:24    | Los Angeles Rams     |
| 13. Dezember 2020 | Minnesota Vikings        | 14:26    | Tampa Bay Buccaneers |
| 13. Dezember 2020 | Arizona Cardinals        | 26:70    | New York Giants      |
| 13. Dezember 2020 | Kansas City Chiefs       | 33:27    | Miami Dolphins       |
| 13. Dezember 2020 | Tennessee Titans         | 31:10    | Jacksonville Jaguars |
| 13. Dezember 2020 | Dallas Cowboys           | 30:70    | Cincinnati Bengals   |
| 13. Dezember 2020 | Houston Texans           | 07:36    | Chicago Bears        |
| 13. Dezember 2020 | Denver Broncos           | 32:27    | Carolina Panthers    |
| 13. Dezember 2020 | Green Bay Packers        | 31:24    | Detroit Lions        |
| 13. Dezember 2020 | New York Jets            | 03:40    | Seattle Seahawks     |
| 13. Dezember 2020 | Indianapolis Colts       | 44:27    | Las Vegas Raiders    |
| 13. Dezember 2020 | Washington Football Team | 23:15    | San Francisco 49ers  |
| 13. Dezember 2020 | New Orleans Saints       | 21:24    | Philadelphia Eagles  |
| 13. Dezember 2020 | Atlanta Falcons          | 17:20    | Los Angeles Chargers |
| 13. Dezember 2020 | Pittsburgh Steelers      | 15:26    | Buffalo Bills        |
| 14. Dezember 2020 | Baltimore Ravens         | 47:42    | Cleveland Browns     |

| Woche 15          | Woche 15             | Woche 15 | Woche 15                 |
| Datum             | Auswärtsteam         | Erg.     | Heimteam                 |
| ----------------- | -------------------- | -------- | ------------------------ |
| 17. Dezember 2020 | Los Angeles Chargers | 30:27    | Las Vegas Raiders        |
| 19. Dezember 2020 | Buffalo Bills        | 48:19    | Denver Broncos           |
| 19. Dezember 2020 | Carolina Panthers    | 16:24    | Green Bay Packers        |
| 20. Dezember 2020 | Seattle Seahawks     | 20:15    | Washington Football Team |
| 20. Dezember 2020 | Chicago Bears        | 33:27    | Minnesota Vikings        |
| 20. Dezember 2020 | New England Patriots | 12:22    | Miami Dolphins           |
| 20. Dezember 2020 | Jacksonville Jaguars | 14:40    | Baltimore Ravens         |
| 20. Dezember 2020 | Tampa Bay Buccaneers | 31:27    | Atlanta Falcons          |
| 20. Dezember 2020 | Detroit Lions        | 25:46    | Tennessee Titans         |
| 20. Dezember 2020 | Houston Texans       | 20:27    | Indianapolis Colts       |
| 20. Dezember 2020 | San Francisco 49ers  | 33:41    | Dallas Cowboys           |
| 20. Dezember 2020 | Philadelphia Eagles  | 26:33    | Arizona Cardinals        |
| 20. Dezember 2020 | New York Jets        | 23:20    | Los Angeles Rams         |
| 20. Dezember 2020 | Kansas City Chiefs   | 32:29    | New Orleans Saints       |
| 20. Dezember 2020 | Cleveland Browns     | 20:60    | New York Giants          |
| 21. Dezember 2020 | Pittsburgh Steelers  | 17:27    | Cincinnati Bengals       |

| Woche 16          | Woche 16             | Woche 16 | Woche 16                 |
| Datum             | Auswärtsteam         | Erg.     | Heimteam                 |
| ----------------- | -------------------- | -------- | ------------------------ |
| 25. Dezember 2020 | Minnesota Vikings    | 33:52    | New Orleans Saints       |
| 26. Dezember 2020 | Tampa Bay Buccaneers | 47:70    | Detroit Lions            |
| 26. Dezember 2020 | San Francisco 49ers  | 20:12    | Arizona Cardinals        |
| 26. Dezember 2020 | Miami Dolphins       | 26:25    | Las Vegas Raiders        |
| 27. Dezember 2020 | Indianapolis Colts   | 24:28    | Pittsburgh Steelers      |
| 27. Dezember 2020 | Atlanta Falcons      | 14:17    | Kansas City Chiefs       |
| 27. Dezember 2020 | Chicago Bears        | 41:17    | Jacksonville Jaguars     |
| 27. Dezember 2020 | Cincinnati Bengals   | 37:31    | Houston Texans           |
| 27. Dezember 2020 | New York Giants      | 13:27    | Baltimore Ravens         |
| 27. Dezember 2020 | Cleveland Browns     | 16:23    | New York Jets            |
| 27. Dezember 2020 | Carolina Panthers    | 20:13    | Washington Football Team |
| 27. Dezember 2020 | Denver Broncos       | 16:19    | Los Angeles Chargers     |
| 27. Dezember 2020 | Philadelphia Eagles  | 17:37    | Dallas Cowboys           |
| 27. Dezember 2020 | Los Angeles Rams     | 09:20    | Seattle Seahawks         |
| 27. Dezember 2020 | Tennessee Titans     | 14:40    | Green Bay Packers        |
| 28. Dezember 2020 | Buffalo Bills        | 38:90    | New England Patriots     |

| Woche 17       | Woche 17                 | Woche 17 | Woche 17             |
| Datum          | Auswärtsteam             | Erg.     | Heimteam             |
| -------------- | ------------------------ | -------- | -------------------- |
| 3. Januar 2021 | Atlanta Falcons          | 27:44    | Tampa Bay Buccaneers |
| 3. Januar 2021 | Dallas Cowboys           | 19:23    | New York Giants      |
| 3. Januar 2021 | New York Jets            | 14:28    | New England Patriots |
| 3. Januar 2021 | Minnesota Vikings        | 37:35    | Detroit Lions        |
| 3. Januar 2021 | Pittsburgh Steelers      | 22:24    | Cleveland Browns     |
| 3. Januar 2021 | Baltimore Ravens         | 38:30    | Cincinnati Bengals   |
| 3. Januar 2021 | Miami Dolphins           | 26:56    | Buffalo Bills        |
| 3. Januar 2021 | Seattle Seahawks         | 26:23    | San Francisco 49ers  |
| 3. Januar 2021 | Arizona Cardinals        | 07:18    | Los Angeles Rams     |
| 3. Januar 2021 | Jacksonville Jaguars     | 14:28    | Indianapolis Colts   |
| 3. Januar 2021 | Tennessee Titans         | 41:38    | Houston Texans       |
| 3. Januar 2021 | Las Vegas Raiders        | 32:31    | Denver Broncos       |
| 3. Januar 2021 | Los Angeles Chargers     | 38:21    | Kansas City Chiefs   |
| 3. Januar 2021 | Green Bay Packers        | 35:16    | Chicago Bears        |
| 3. Januar 2021 | New Orleans Saints       | 33:70    | Carolina Panthers    |
| 3. Januar 2021 | Washington Football Team | 20:14    | Philadelphia Eagles  |

#### Division
| AFC East             | AFC East | AFC East | AFC East | AFC East | AFC East | AFC East | AFC East | AFC East | AFC East | AFC East |
| Team                 | S        | N        | U        | SQ       | P+       | P−       | Diff.    | DIV      | CONF     | Serie    |
| -------------------- | -------- | -------- | -------- | -------- | -------- | -------- | -------- | -------- | -------- | -------- |
| Buffalo Bills        | 13       | 3        | 0        | 0,813    | 501      | 375      | +126     | 6–0      | 10–2     | 6S       |
| Miami Dolphins       | 10       | 6        | 0        | 0,625    | 404      | 338      | 0+66     | 3–3      | 7–5      | 1N       |
| New England Patriots | 7        | 9        | 0        | 0,438    | 326      | 353      | 0−27     | 3–3      | 6–6      | 1S       |
| New York Jets        | 2        | 14       | 0        | 0,125    | 243      | 457      | −214     | 0–6      | 1–11     | 1N       |

| NFC East                 | NFC East | NFC East | NFC East | NFC East | NFC East | NFC East | NFC East | NFC East | NFC East | NFC East |
| Team                     | S        | N        | U        | SQ       | P+       | P−       | Diff.    | DIV      | CONF     | Serie    |
| ------------------------ | -------- | -------- | -------- | -------- | -------- | -------- | -------- | -------- | -------- | -------- |
| Washington Football Team | 7        | 9        | 0        | 0,438    | 335      | 329      | 0+6      | 4–2      | 5–7      | 1S       |
| New York Giants b        | 6        | 10       | 0        | 0,375    | 280      | 357      | −77      | 4–2      | 5–7      | 1S       |
| Dallas Cowboys b         | 6        | 10       | 0        | 0,375    | 395      | 473      | −78      | 2–4      | 5–7      | 1N       |
| Philadelphia Eagles      | 4        | 11       | 1        | 0,281    | 334      | 418      | −84      | 2–4      | 4–8      | 3N       |

| AFC North           | AFC North | AFC North | AFC North | AFC North | AFC North | AFC North | AFC North | AFC North | AFC North | AFC North |
| Team                | S         | N         | U         | SQ        | P+        | P−        | Diff.     | DIV       | CONF      | Serie     |
| ------------------- | --------- | --------- | --------- | --------- | --------- | --------- | --------- | --------- | --------- | --------- |
| Pittsburgh Steelers | 12        | 4         | 0         | 0,750     | 416       | 312       | +104      | 4–2       | 9–3       | 1N        |
| Baltimore Ravens a  | 11        | 5         | 0         | 0,688     | 468       | 303       | +165      | 4–2       | 7–5       | 5S        |
| Cleveland Browns a  | 11        | 5         | 0         | 0,688     | 408       | 419       | 0−11      | 3–3       | 7–5       | 1S        |
| Cincinnati Bengals  | 4         | 11        | 1         | 0,281     | 311       | 424       | −113      | 1–5       | 4–8       | 1N        |

| NFC North         | NFC North | NFC North | NFC North | NFC North | NFC North | NFC North | NFC North | NFC North | NFC North | NFC North |
| Team              | S         | N         | U         | SQ        | P+        | P−        | Diff.     | DIV       | CONF      | Serie     |
| ----------------- | --------- | --------- | --------- | --------- | --------- | --------- | --------- | --------- | --------- | --------- |
| Green Bay Packers | 13        | 3         | 0         | 0,813     | 509       | 369       | +140      | 5–1       | 10–20     | 6S        |
| Chicago Bears     | 8         | 8         | 0         | 0,500     | 372       | 370       | 12+2      | 2–4       | 6–6       | 1N        |
| Minnesota Vikings | 7         | 9         | 0         | 0,438     | 430       | 475       | 0−45      | 4–2       | 5–7       | 1S        |
| Detroit Lions     | 5         | 11        | 0         | 0,313     | 377       | 519       | −142      | 1–5       | 4–8       | 4N        |

| AFC South            | AFC South | AFC South | AFC South | AFC South | AFC South | AFC South | AFC South | AFC South | AFC South | AFC South |
| Team                 | S         | N         | U         | SQ        | P+        | P−        | Diff.     | DIV       | CONF      | Serie     |
| -------------------- | --------- | --------- | --------- | --------- | --------- | --------- | --------- | --------- | --------- | --------- |
| Tennessee Titans b   | 11        | 5         | 0         | 0,688     | 491       | 439       | 0+52      | 5–1       | 8–4       | 01S       |
| Indianapolis Colts b | 11        | 5         | 0         | 0,688     | 451       | 362       | 0+89      | 4–2       | 7–5       | 01S       |
| Houston Texans       | 4         | 12        | 0         | 0,250     | 384       | 464       | 0−80      | 2–4       | 3–9       | 05N       |
| Jacksonville Jaguars | 1         | 15        | 0         | 0,063     | 306       | 492       | −186      | 1–5       | 01–11     | 15N       |

| NFC South            | NFC South | NFC South | NFC South | NFC South | NFC South | NFC South | NFC South | NFC South | NFC South | NFC South |
| Team                 | S         | N         | U         | SQ        | P+        | P−        | Diff.     | DIV       | CONF      | Serie     |
| -------------------- | --------- | --------- | --------- | --------- | --------- | --------- | --------- | --------- | --------- | --------- |
| New Orleans Saints   | 12        | 4         | 0         | 0,750     | 482       | 337       | +145      | 6–0       | 10–20     | 2S        |
| Tampa Bay Buccaneers | 11        | 5         | 0         | 0,688     | 492       | 355       | +137      | 4–2       | 8–4       | 4S        |
| Carolina Panthers    | 5         | 11        | 0         | 0,313     | 350       | 402       | 0−52      | 1–5       | 4–8       | 1N        |
| Atlanta Falcons      | 4         | 12        | 0         | 0,250     | 396       | 414       | 0−18      | 1–5       | 02–10     | 5N        |

| AFC West             | AFC West | AFC West | AFC West | AFC West | AFC West | AFC West | AFC West | AFC West | AFC West | AFC West |
| Team                 | S        | N        | U        | SQ       | P+       | P−       | Diff.    | DIV      | CONF     | Serie    |
| -------------------- | -------- | -------- | -------- | -------- | -------- | -------- | -------- | -------- | -------- | -------- |
| Kansas City Chiefs   | 14       | 2        | 0        | 0,875    | 473      | 362      | +111     | 4–2      | 10–2     | 1N       |
| Las Vegas Raiders    | 8        | 8        | 0        | 0,500    | 434      | 478      | 0−44     | 4–2      | 06–6     | 1S       |
| Los Angeles Chargers | 7        | 9        | 0        | 0,438    | 384      | 426      | 0−42     | 3–3      | 06–6     | 4S       |
| Denver Broncos       | 5        | 11       | 0        | 0,313    | 323      | 446      | −123     | 1–5      | 04–8     | 3N       |

| NFC West            | NFC West | NFC West | NFC West | NFC West | NFC West | NFC West | NFC West | NFC West | NFC West | NFC West |
| Team                | S        | N        | U        | SQ       | P+       | P−       | Diff.    | DIV      | CONF     | Serie    |
| ------------------- | -------- | -------- | -------- | -------- | -------- | -------- | -------- | -------- | -------- | -------- |
| Seattle Seahawks    | 12       | 4        | 0        | 0,750    | 459      | 371      | +88      | 4–2      | 9–3      | 4S       |
| Los Angeles Rams    | 10       | 6        | 0        | 0,625    | 372      | 296      | +76      | 3–3      | 9–3      | 1S       |
| Arizona Cardinals   | 8        | 8        | 0        | 0,500    | 410      | 367      | +43      | 2–4      | 6–6      | 2N       |
| San Francisco 49ers | 6        | 10       | 0        | 0,375    | 376      | 390      | −14      | 3–3      | 4–8      | 1N       |

#### Conference
| AFC              | AFC                    | AFC              | AFC              | AFC              | AFC              | AFC              | AFC              | AFC              | AFC              |
| Platz            | Team                   | Division         | S                | N                | U                | SQ               | CONF             | SOV              | SOS              |
| Division leaders | Division leaders       | Division leaders | Division leaders | Division leaders | Division leaders | Division leaders | Division leaders | Division leaders | Division leaders |
| ---------------- | ---------------------- | ---------------- | ---------------- | ---------------- | ---------------- | ---------------- | ---------------- | ---------------- | ---------------- |
| 1                | Kansas City Chiefs     | West             | 14               | 2                | 0                | 0,875            | 10–2             | 0,464            | 0,465            |
| 2                | Buffalo Bills          | East             | 13               | 3                | 0                | 0,813            | 10–2             | 0,471            | 0,512            |
| 3                | Pittsburgh Steelers    | North            | 12               | 4                | 0                | 0,750            | 9–3              | 0,448            | 0,475            |
| 4                | Tennessee Titans       | South            | 11               | 5                | 0                | 0,688            | 8–4              | 0,398            | 0,475            |
| Wild Cards       |                        |                  |                  |                  |                  |                  |                  |                  |                  |
| 5                | Baltimore Ravens x     | North            | 11               | 5                | 0                | 0,688            | 7–5              | 0,401            | 0,494            |
| 6                | Cleveland Browns x     | North            | 11               | 5                | 0                | 0,688            | 7–5              | 0,406            | 0,451            |
| 7                | Indianapolis Colts x   | South            | 11               | 5                | 0                | 0,688            | 7–5              | 0,384            | 0,443            |
| Ausgeschieden    |                        |                  |                  |                  |                  |                  |                  |                  |                  |
| 8 *              | Miami Dolphins         | East             | 10               | 6                | 0                | 0,625            | 7–5              | 0,347            | 0,467            |
| 9                | Las Vegas Raiders      | West             | 8                | 8                | 0                | 0,500            | 6–6              | 0,477            | 0,539            |
| 10               | New England Patriots b | East             | 7                | 9                | 0                | 0,438            | 6–6              | 0,429            | 0,527            |
| 11               | Los Angeles Chargers b | West             | 7                | 9                | 0                | 0,438            | 6–6              | 0,344            | 0,482            |
| 12               | Denver Broncos         | West             | 5                | 11               | 0                | 0,313            | 4–8              | 0,388            | 0,566            |
| 13               | Cincinnati Bengals     | North            | 4                | 11               | 1                | 0,281            | 4–8              | 0,438            | 0,529            |
| 14               | Houston Texans         | South            | 4                | 12               | 0                | 0,250            | 3–9              | 0,219            | 0,541            |
| 15               | New York Jets          | East             | 2                | 14               | 0                | 0,125            | 1–11             | 0,656            | 0,594            |
| 16               | Jacksonville Jaguars   | South            | 1                | 15               | 0                | 0,063            | 1–11             | 0,688            | 0,549            |

| NFC              | NFC                      | NFC              | NFC              | NFC              | NFC              | NFC              | NFC              | NFC              | NFC              |
| Platz            | Team                     | Division         | S                | N                | U                | SQ               | CONF             | SOV              | SOS              |
| Division leaders | Division leaders         | Division leaders | Division leaders | Division leaders | Division leaders | Division leaders | Division leaders | Division leaders | Division leaders |
| ---------------- | ------------------------ | ---------------- | ---------------- | ---------------- | ---------------- | ---------------- | ---------------- | ---------------- | ---------------- |
| 1                | Green Bay Packers        | North            | 13               | 3                | 0                | 0,813            | 10–2             | 0,387            | 0,428            |
| 2                | New Orleans Saints d     | South            | 12               | 4                | 0                | 0,750            | 10–2             | 0,406            | 0,459            |
| 3                | Seattle Seahawks d       | West             | 12               | 4                | 0                | 0,750            | 9–3              | 0,404            | 0,447            |
| 4                | Washington Football Team | East             | 7                | 9                | 0                | 0,438            | 5–7              | 0,388            | 0,459            |
| Wild Cards       |                          |                  |                  |                  |                  |                  |                  |                  |                  |
| 5                | Tampa Bay Buccaneers     | South            | 11               | 5                | 0                | 0,688            | 8–4              | 0,392            | 0,488            |
| 6                | Los Angeles Rams         | West             | 10               | 6                | 0                | 0,625            | 9–3              | 0,484            | 0,494            |
| 7                | Chicago Bears c          | North            | 8                | 8                | 0                | 0,500            | 6–6              | 0,336            | 0,488            |
| Ausgeschieden    |                          |                  |                  |                  |                  |                  |                  |                  |                  |
| 8 *              | Arizona Cardinals c      | West             | 8                | 8                | 0                | 0,500            | 6–6              | 0,441            | 0,475            |
| 9                | Minnesota Vikings        | North            | 7                | 9                | 0                | 0,438            | 5–7              | 0,366            | 0,504            |
| 10               | San Francisco 49ers y    | West             | 6                | 10               | 0                | 0,375            | 4–8              | 0,448            | 0,549            |
| 11               | New York Giants y        | East             | 6                | 10               | 0                | 0,375            | 5–7              | 0,427            | 0,502            |
| 12               | Dallas Cowboys y         | East             | 6                | 10               | 0                | 0,375            | 5–7              | 0,333            | 0,471            |
| 13               | Carolina Panthers b      | South            | 5                | 11               | 0                | 0,313            | 4–8              | 0,388            | 0,531            |
| 14               | Detroit Lions b          | North            | 5                | 11               | 0                | 0,313            | 4–8              | 0,350            | 0,508            |
| 15               | Philadelphia Eagles      | East             | 4                | 11               | 1                | 0,281            | 4–8              | 0,469            | 0,537            |
| 16               | Atlanta Falcons          | South            | 4                | 12               | 0                | 0,250            | 2–10             | 0,391            | 0,551            |

Legende:
| Siege        | Niederlagen        | Unentschieden         | DIV Sieg-Niederlagen-Verhältnis innerhalb der Division    | Diff. Punktedifferenz          | Für Play-offs qualifiziert       | Serie Gewonnene/verlorene Spiele in Folge |
| SQ Siegquote | P+ gemachte Punkte | P− gegnerische Punkte | CONF Sieg-Niederlagen-Verhältnis innerhalb der Conference | SOV Stärke der besiegten Teams | SOS Stärke der bisherigen Gegner |                                           |

### Postseason

#### Play-offs
Die Play-offs begannen am 9. Januar 2021 mit der Wild Card Round und endeten am 7. Februar 2021 mit dem Super Bowl LV im Raymond James Stadium in Tampa, Florida.
Mit der Verabschiedung des neuen Rahmenvertrages (CBA) wurde die Anzahl der Mannschaften in den Play-offs auf 14 erweitert. Aus jeder Conference gab es nun drei Wild-Card-Teams. Nur das beste Team musste in der ersten Play-off-Woche nicht spielen.
In der Divisional Round am 16. und 17. Januar spielten das beste Conference-Team gegen das noch im Wettbewerb befindliche schlechteste Conference-Team sowie die beiden anderen Teams gegeneinander. Die Conference-Meisterschaften fanden am 24. Januar statt.
|  |                                    |                           |                           |             |             |                                    |                                    |                                    |                                 |             |                          |                          |                          |               |  |            |             |            |
|  | Wild Card Round                    | Wild Card Round           | Wild Card Round           |             |             | Divisional Round                   | Divisional Round                   | Divisional Round                   |                                 |             | Conference Championships | Conference Championships | Conference Championships |               |  | Super Bowl | Super Bowl  | Super Bowl |
|  | Wild Card Round                    | Wild Card Round           | Wild Card Round           |             |             | Divisional Round                   | Divisional Round                   | Divisional Round                   |                                 |             | Conference Championships | Conference Championships | Conference Championships |               |  | Super Bowl | Super Bowl  | Super Bowl |
|  |                                    |                           |                           |             |             |                                    |                                    |                                    |                                 |             |                          |                          |                          |               |  |            |             |            |
|  |                                    |                           |                           |             |             | 16. Jan. – Lambeau Field           |                                    |                                    |                                 |             |                          |                          |                          |               |  |            |             |            |
|  | 9. Jan. – Lumen Field              |                           |                           |             |             |                                    |                                    |                                    |                                 |             |                          |                          |                          |               |  |            |             |            |
|  |                                    |                           | 1                         | Green Bay   | 32          |                                    |                                    |                                    |                                 |             |                          |                          |                          |               |  |            |             |            |
|  | 3                                  | Seattle                   | 1                         | Green Bay   | 32          | 20                                 |                                    |                                    |                                 |             |                          |                          |                          |               |  |            |             |            |
|  | 3                                  | Seattle                   |                           |             | 6           | 20                                 | LA Rams                            | 18                                 |                                 |             |                          |                          |                          |               |  |            |             |            |
|  | 6                                  | LA Rams                   | 30                        |             |             |                                    |                                    |                                    |                                 |             |                          |                          |                          |               |  |            |             |            |
|  | 6                                  | LA Rams                   | 30                        |             |             | 24. Jan. – Lambeau Field           |                                    |                                    |                                 |             |                          |                          |                          |               |  |            |             |            |
|  |                                    |                           |                           |             |             |                                    |                                    |                                    |                                 |             |                          |                          |                          |               |  |            |             |            |
|  |                                    |                           |                           |             |             |                                    |                                    |                                    | 1                               | Green Bay   | 26                       |                          |                          |               |  |            |             |            |
|  | 10. Jan. – Mercedes-Benz Superdome |                           |                           |             |             |                                    |                                    |                                    | 1                               | Green Bay   | 26                       |                          |                          |               |  |            |             |            |
|  |                                    |                           |                           |             |             |                                    |                                    | 5                                  | Tampa Bay                       | 31          |                          |                          |                          |               |  |            |             |            |
|  | 2                                  | New Orleans               | 21                        |             |             |                                    |                                    |                                    | Tampa Bay                       | 31          |                          |                          |                          |               |  |            |             |            |
|  | 2                                  | New Orleans               | 21                        |             |             | NFC Championship                   |                                    |                                    |                                 |             |                          |                          |                          |               |  |            |             |            |
|  | 7                                  | Chicago                   | 9                         |             |             | 17. Jan. – Mercedes-Benz Superdome | 17. Jan. – Mercedes-Benz Superdome | 17. Jan. – Mercedes-Benz Superdome |                                 |             |                          |                          |                          |               |  |            |             |            |
|  | 7                                  | Chicago                   | 9                         |             |             |                                    | 17. Jan. – Mercedes-Benz Superdome | 17. Jan. – Mercedes-Benz Superdome |                                 |             |                          |                          |                          |               |  |            |             |            |
|  |                                    |                           |                           | 2           | New Orleans | 20                                 |                                    |                                    |                                 |             |                          |                          |                          |               |  |            |             |            |
|  |                                    |                           |                           | 2           | New Orleans | 20                                 |                                    |                                    |                                 |             |                          |                          |                          |               |  |            |             |            |
|  | 9. Jan. – FedExField               | 9. Jan. – FedExField      | 9. Jan. – FedExField      |             |             | 5                                  | Tampa Bay                          | 30                                 |                                 |             |                          |                          |                          |               |  |            |             |            |
|  | 9. Jan. – FedExField               | 9. Jan. – FedExField      | 9. Jan. – FedExField      |             |             | 5                                  | Tampa Bay                          | 30                                 | 7. Feb. – Raymond James Stadium |             |                          |                          |                          |               |  |            |             |            |
|  | 4                                  | Washington                | 23                        |             |             |                                    |                                    |                                    |                                 |             |                          |                          |                          |               |  |            |             |            |
|  | 4                                  | Washington                | 23                        |             |             |                                    |                                    |                                    |                                 |             |                          | N5                       | Tampa Bay                | 31            |  |            |             |            |
|  | 5                                  | Tampa Bay                 | 31                        |             |             |                                    |                                    |                                    |                                 |             |                          |                          |                          | 31            |  |            |             |            |
|  | 5                                  | Tampa Bay                 | 31                        |             |             |                                    |                                    |                                    |                                 |             |                          |                          |                          |               |  | A1         | Kansas City | 9          |
|  |                                    |                           |                           |             |             |                                    |                                    |                                    |                                 |             |                          |                          |                          |               |  | A1         | Kansas City | 9          |
|  |                                    |                           |                           |             |             |                                    |                                    |                                    |                                 |             |                          |                          |                          | Super Bowl LV |  |            |             |            |
|  |                                    |                           |                           |             |             | 17. Jan. – Arrowhead Stadium       |                                    |                                    |                                 |             |                          |                          |                          |               |  |            |             |            |
|  | 10. Jan. – Heinz Field             |                           |                           |             |             |                                    |                                    |                                    |                                 |             |                          |                          |                          |               |  |            |             |            |
|  |                                    |                           | 1                         | Kansas City | 22          |                                    |                                    |                                    |                                 |             |                          |                          |                          |               |  |            |             |            |
|  | 3                                  | Pittsburgh                | 1                         | Kansas City | 22          | 37                                 |                                    |                                    |                                 |             |                          |                          |                          |               |  |            |             |            |
|  | 3                                  | Pittsburgh                |                           |             | 6           | 37                                 | Cleveland                          | 17                                 |                                 |             |                          |                          |                          |               |  |            |             |            |
|  | 6                                  | Cleveland                 | 48                        |             |             |                                    |                                    |                                    |                                 |             |                          |                          |                          |               |  |            |             |            |
|  | 6                                  | Cleveland                 | 48                        |             |             | 24. Jan. – Arrowhead Stadium       |                                    |                                    |                                 |             |                          |                          |                          |               |  |            |             |            |
|  |                                    |                           |                           |             |             |                                    |                                    |                                    |                                 |             |                          |                          |                          |               |  |            |             |            |
|  |                                    |                           |                           |             |             |                                    |                                    |                                    | 1                               | Kansas City | 38                       |                          |                          |               |  |            |             |            |
|  | 9. Jan. – Bills Stadium            |                           |                           |             |             |                                    |                                    |                                    | 1                               | Kansas City | 38                       |                          |                          |               |  |            |             |            |
|  |                                    |                           |                           |             |             |                                    |                                    | 2                                  | Buffalo                         | 24          |                          |                          |                          |               |  |            |             |            |
|  | 2                                  | Buffalo                   | 27                        |             |             |                                    |                                    |                                    | Buffalo                         | 24          |                          |                          |                          |               |  |            |             |            |
|  | 2                                  | Buffalo                   | 27                        |             |             | AFC Championship                   |                                    |                                    |                                 |             |                          |                          |                          |               |  |            |             |            |
|  | 7                                  | Indianapolis              | 24                        |             |             | 16. Jan. – Bills Stadium           | 16. Jan. – Bills Stadium           | 16. Jan. – Bills Stadium           |                                 |             |                          |                          |                          |               |  |            |             |            |
|  | 7                                  | Indianapolis              | 24                        |             |             |                                    | 16. Jan. – Bills Stadium           | 16. Jan. – Bills Stadium           |                                 |             |                          |                          |                          |               |  |            |             |            |
|  |                                    |                           |                           | 2           | Buffalo     | 17                                 |                                    |                                    |                                 |             |                          |                          |                          |               |  |            |             |            |
|  |                                    |                           |                           | 2           | Buffalo     | 17                                 |                                    |                                    |                                 |             |                          |                          |                          |               |  |            |             |            |
|  | 10. Jan. – Nissan Stadium          | 10. Jan. – Nissan Stadium | 10. Jan. – Nissan Stadium |             |             | 5                                  | Baltimore                          | 3                                  |                                 |             |                          |                          |                          |               |  |            |             |            |
|  | 10. Jan. – Nissan Stadium          | 10. Jan. – Nissan Stadium | 10. Jan. – Nissan Stadium |             |             | 5                                  | Baltimore                          | 3                                  |                                 |             |                          |                          |                          |               |  |            |             |            |
|  | 4                                  | Tennessee                 | 13                        |             |             |                                    |                                    |                                    |                                 |             |                          |                          |                          |               |  |            |             |            |
|  | 4                                  | Tennessee                 | 13                        |             |             |                                    |                                    |                                    |                                 |             |                          |                          |                          |               |  |            |             |            |
|  | 5                                  | Baltimore                 | 20                        |             |             |                                    |                                    |                                    |                                 |             |                          |                          |                          |               |  |            |             |            |
|  | 5                                  | Baltimore                 | 20                        |             |             |                                    |                                    |                                    |                                 |             |                          |                          |                          |               |  |            |             |            |

#### Pro Bowl
Der Pro Bowl sollte ursprünglich am 31. Januar 2021 im Allegiant Stadium in Las Vegas stattfinden. Allerdings wurde das Spiel aufgrund der Covid-19-Pandemie im Oktober abgesagt. Im Oktober 2020 wurde angekündigt, dass er dennoch online über Madden NFL 2021 stattfinden solle. Die finalen Kader wurden am 21. Dezember 2020 bekanntgegeben.

## Stadien

### SoFi Stadium
Seit der Saison 2020 teilen sich die beiden Mannschaften von Los Angeles, die Rams und die Chargers, das SoFi Stadium in Inglewood, Kalifornien. Die Rams spielten zuletzt vier Spielzeiten im Los Angeles Memorial Coliseum, die Chargers drei Spielzeiten im Dignity Health Sports Park. Das SoFi-Stadion ist das dritte Stadion, das von zwei NFL-Teams gemeinsam genutzt wird (das MetLife Stadium in East Rutherford, New Jersey, ist wie sein Vorgänger, das Giants Stadium, die Heimat der New York Giants und der New York Jets).

### Allegiant Stadium
Nach dem Umzug der Oakland Raiders nach Las Vegas tragen sie seit der Spielzeit 2020 ihre Heimspiele im Allegiant Stadium aus.